# (8593) Angustirostris
(8593) Angustirostris (2186 T-1) – planetoida z pasa głównego asteroid okrążająca Słońce w ciągu 5,45 lat w średniej odległości 3,1 au. Odkryta 25 marca 1971 roku.